# Липпс, Теодор
 Теодо́р Ли́ппс (нем. Theodor Lipps, 28 июля 1851 — 17 октября 1914) — немецкий философ, психолог, эстетик.

## Краткая биография
Теодор Липпс родился в местечке Вальхальбен (нем. Wallhalben), в земле Рейнланд-Пфальц. Был приват-доцентом, а позже — профессором в университете города Бонна (в этом же университете с 1835 по 1836 год учился Карл Маркс). С 1890 года он профессорствует в Бреслау, с 1894 по 1909 гг. — в Мюнхене, где становится основателем Мюнхенского психологического института.

## Научная деятельность
Липпс внёс существенный вклад в немецкую психологию в качестве её систематизатора и автора собственной теории. Согласно его воззрениям, психология является основой всех философских наук — логики, этики, эстетики. Утверждать это ему позволяла уверенность в том, что исходным понятием философии является непосредственный психический опыт. Липпс был сторонником принципа психофизического параллелизма (от греч. parallelos — «рядом идущий»). Согласно этому истолкованию психофизиологического, психические и физиологические процессы являются независимыми друг от друга, протекают параллельно, кореллируя между собой, но не находясь в причинно-следственных отношениях.
Эстетическая теория Липпса была подчинена его убеждениям о главенстве психологии, вследствие чего получила название «психологической эстетики». Представителями этого направления называют также Г. Т. Фехнера и И. Фолькельта. Кроме того, Липпс выдвинул теорию эмпатии, являющей собой особого рода психический акт, состоящий в том, что, воспринимая предмет, субъект проецирует на него свои чувства, своё эмоциональное состояние. Таким образом, возникающие эстетические переживания привносятся в произведение искусства самим воспринимающим субъектом. Так, например, при восприятии архитектурных объектов возникает ощущение одухотворенности воспринимаемого. Конструкции из камня и дерева посредством «одухотворения» обретают смысл и содержание, начинают опознаваться человеком как уникальные, единственные в своем роде. Это происходит за счет «вчувствования» человека в созерцаемые формы, то есть за счет проекции возвышенных чувств на предмет эстетического восприятия. Данная теория является прямо противоположной установкам «формальной эстетики», согласно которой красота заключается в формальных законах организации объекта. «Психологическая эстетика», напротив, акцентируется на субъективности, на индивидуальных переживаниях личности, непосредственно влияющих на финальное восприятие объекта эстетической оценки.
Многие мюнхенские ученики Липпса присоединились к Э. Гуссерлю, приняв участие в развитии феноменологического движения. Приход к феноменологическим идеям осуществлялся через разработки психологической школы Липпса. Некоторые исследователи считают, что своим зарождением феноменология обязана моменту пересечению гуссерлевских феноменологических исследований и «мюнхенской феноменологии».

## Сочинения
- Grundtatsachen des Seelenlebens. Bonn, 1883;
- Komik und Humor, Lpz., 1898;
- Die ethischen Grundfragen. Hamb., 1899;
- Ästhetik, Bd 1—2, Lpz., 1903—06;
- Psychologie und Logik. Munch., 1905;
- Philosophie und Wirklichkeit. Hdlb., 1908;
- Leitfaden der Psychologie, 3 Aufl., Lpz., 1909;
- Psychologische Untersuchungen, Bd 1—2 Lpz., 1907—12; в рус. пер. — Основы логики, СПБ, 1902;
- Основы логики. Пер. Н. О. Лосского. СПб., 1902.
- Самосознание, СПБ, 1903;
- Основные вопросы этики, СПБ, 1905;
- Руководство к психологии, СПБ, 1907.
- Философия природы. М., 1914.